# 18if
18if (яп. エイティーン・イフ) — аніме-серіал виробництва компанії Gonzo. Виходив з 7 липня по 29 вересня 2017.
Це частина мультимедійної франшизи The Art of 18, яка включає в даний час, відеогру 18: Kimi to Tsunagaru Puzzle (яп. 【18】キミト ツナガル パズル, 18: Kimi to Tsunagaru Pazuru) у жанрі РПГ-головоломки для Android та IOS.

## Сюжет
Харуто Цукишіро прокидається в іншому світі, де домінують дивні та могутні істоти, що звуться «Відьми». Разом із професором Кацумі Кандзакі та дівчиною на ім'я Лілі, вони намагаються перехитрити «Відьом» та втекти зі світу мрій.

## Персонажі

### Протагоністи
Харуто Цукишіро (яп. 月城 遥人)
Сейю: Нобунаґа Шімазакі
Головний герой, який потрапив до пастки у світі мрій. Повинен виконувати вказівки як Лілі та професор, щоб вибратися в реальний світ.
Кацумі Кандзакі (яп. 神崎 カツミ)
Сейю: Такехіто Коясу
Професор, що досліджує світ мрій. Виглядає у ньому як антропоморфний кіт.
Лілі (яп. リリィ)
Сейю: Каорі Надзука
Загадкова дівчина зі світі мрій, яку може бачили лише Харуто.

### Відьми
Юко Сакурабе (яп. 桜部 優子)
Сейю: Ая Ендо
Мана Хаяшіда (яп. 林田真奈)
Сейю: Ю Шимамура
Нацукі Камікава (яп. 上川 菜月)
Сейю: Місато Фукуен
Соно (яп. ソノ)
Сейю: Фуміко Орікаса

## Аніме
Дванадцятисерійне аніме виходило з 7 липня по 29 вересня 2017 на телеканалах Tokyo MX, AT-X, BS Fuji. Funimation отримав ліцензію на аніме для Північної Америки.
| № | Назва                                   | Дата виходу   |
| - | --------------------------------------- | ------------- |
| 1 | Відьма грому (電影の魔女)               | 7 липня 2017  |
| 2 | Один раз 12-річний (止まつた時間、12才) | 14 липня 2017 |
| 3 | Відьма першого кохання (初恋の魔女)     | 21 липня 2017 |